# La Bataille d'Asgard
Pour les articles homonymes, voir Asgard.
La Bataille d'Asgard est le trente-deuxième tome de la série de bande dessinée Thorgal, dont le scénario a été écrit par Yves Sente et les dessins réalisés par Grzegorz Rosiński.

## Synopsis
Jolan, ayant mérité le titre d'Élu, se voit confier par Manthor la mission pour laquelle il a été préparé : il doit s'aventurer sur Asgard pour en ramener une pomme d'éternelle jeunesse, seule capable de sauver la mère de Manthor, une déesse qu'Odin, pour la châtier, a privée de son immortalité. Sur Asgard, Jolan est confronté aux fourberies du dieu Loki. Pendant ce temps, Thorgal est toujours à la poursuite des magiciens rouges qui ont enlevé son autre fils, Aniel.

## Publication
- Le Lombard, novembre 2010  (ISBN 978-2-8036-2754-7).